# Tyresö Handboll
Tyresö Handboll är en handbollsklubb från Tyresö kommun i Stockholms län, bildad 2011. Föreningen bildades genom en sammanslagning av de tre handbollsklubbarna i Tyresö kommun, Tyresö IF, Tyresö HF och HK Tyrold. Damlaget i gamla Tyresö HF vann svenska mästerskapet i handboll 1987, 1988 och 1989,  och Svenska Cupen i handboll 1986, 1987 och 1989.
Tyresö HF föll ur högsta serien säsongen 1995/1996. De tog sig tillbaka till elitserien efter att ha kommit tvåa i division 1 norra 2009/2010 och ettan, Nacka HK, tackade nej till sin direktplats. Föreningen trillade direkt ut ur elitserien 2010/2011 igen och förlorade alla sina 22 matcher. Det dröjde inte längre än till 2014/2015 så spelade man i elitserien igen. Nu gick det lite bättre. Laget tog tre poäng, en seger och en oavgjord, men kom sist och degraderades igen. Man spelar nu i damallsvenskan.
Klubben anordnar varje år ungdomsturneringen Länna Sport cup (fd Bygma).